# Суситна (река)
Суситна (англ. Susitna River) — река на Аляске.
Суситна, на местном индейском наречии означающая «песчаная река», впервые появилась на русской карте 1847 года как река Сушитна. Интересно, что в течение долгого времени на карта Суситна означалась как Sushitna River.
Длина — 504 км, площадь бассейна — около 52 тыс. км². Истоки Суситны находятся на одноимённом леднике Аляскинского хребта. В верхнем течении протекает в гористой местности в юго-западном и западном направлении, в нижнем протекает практически в строго южном направлении. Впадает в залив Кука. Питание реки снего-дождевое и ледниковое, половодье с мая по сентябрь. По среднему расходу воды в устье занимает 15-е место в США.
В нижнем течении Суситны и на восток до реки Матануска расположена долина, одно из нескольких мест на Аляске, где развито сельское хозяйство (картофель, овощи).
В нижнем течении, примерно в 150 км от устья, развито судоходство.